# Edgar Wedepohl
Edgar Leonhard Wilhelm Wedepohl (* 9. September 1894 in Magdeburg; † 17. März 1983 in Berlin) war ein deutscher Architekt, Bauforscher und Hochschullehrer. Er publizierte auch unter dem Pseudonym Florestan.

## Leben und Tätigkeit
Wedepohl wurde als Sohn des Malers Theodor Wedepohl (1863–1931) und der Kathy Siegmund geboren. Nach dem Besuch des Königlichen Prinz-Heinrich-Gymnasiums in Berlin-Schöneberg in den Jahren 1900 bis 1912 studierte er an den Technischen Hochschulen in Berlin und Karlsruhe. Am Ersten Weltkrieg nahm er von August 1914 bis November 1918 mit dem Feldartillerie-Regiment 51 teil.
1918 heiratete Wedepohl Margret, Tochter von Rudolf Sachtleben. Aus der Ehe gingen drei Kinder hervor: Wolfgang, Hans Dietrich und Ursula. 1920 schloss er sein Studium an der TH Karlsruhe als Diplomingenieur ab. Von 1920 bis 1923 stand er als Regierungsbauführer in Krefeld und Düsseldorf im Preußischen Staatsdienst. 1923 wurde er zum Regierungsbaumeister (Assessor im öffentlichen Bauwesen) ernannt. 1926 ging Wedepohl als freier Architekt nach Köln und 1928 nach Berlin. In Berlin lebte er mindestens bis 1943. Dort gehörte er unter anderem dem Deutschen Herrenklub an.

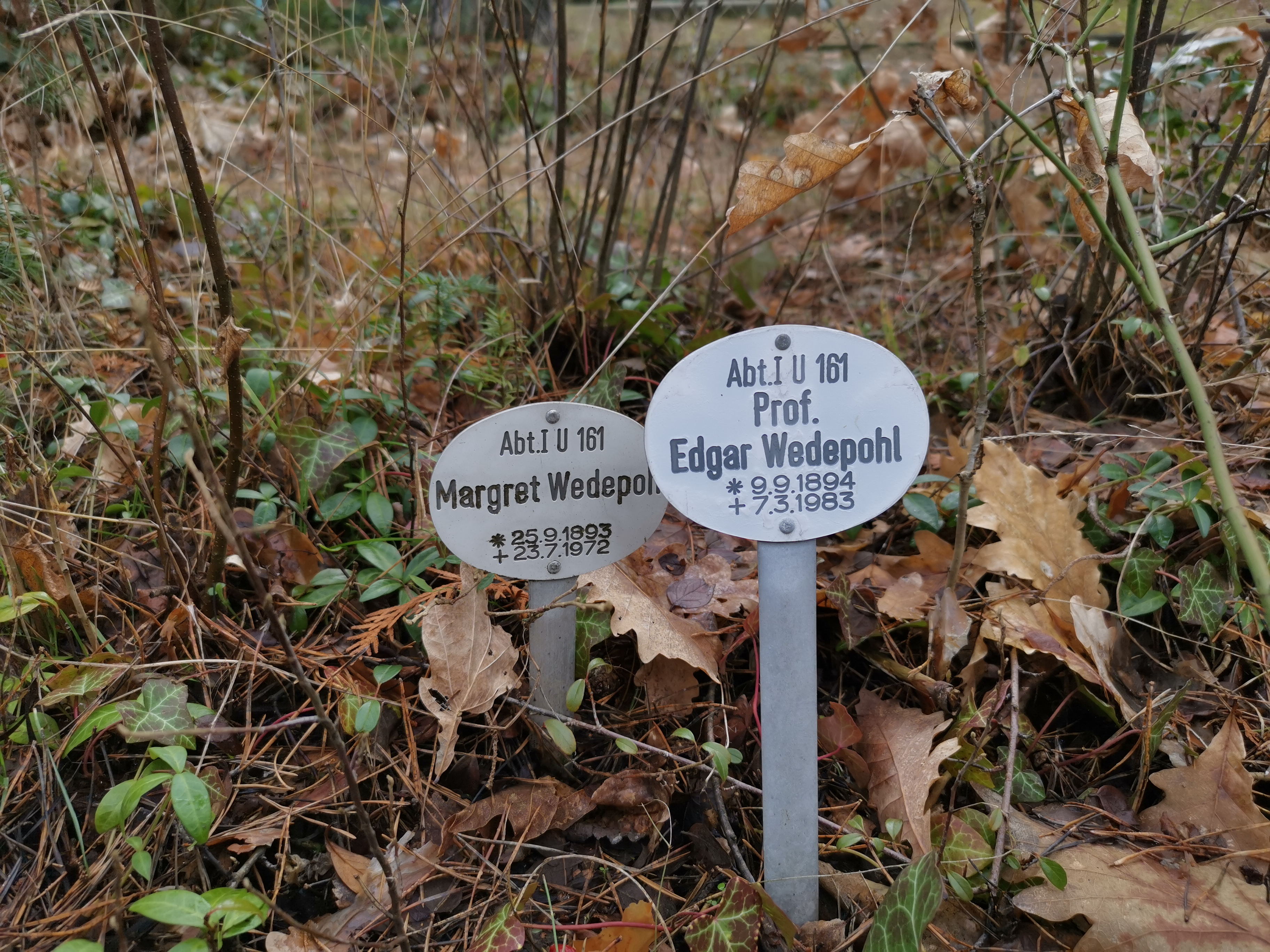
Grabstelle auf dem Waldfriedhof Zehlendorf in Berlin (Feld 28-774, ohne Grabstein)

Von 1939 bis 1945 war Wedepohl Nachrichtenoffizier im Stab von Wilhelm Canaris, dem Chef der Abwehr, des Geheimdienstes der deutschen Armee. Den Schwerpunkt der Arbeit Wedepohls, der im Stab von Canaris den Spitznamen „Professor“ führte, bildete dabei die Koordination der Abwehr in Frankreich und Belgien. Michael Graf Soltikow beschreibt Wedepohl für diese Jahre als „ein Mann mit buschigen Augenbrauen und kreisrundem Gesicht, das ich stets freundlich lächelnd in Erinnerung habe.“ In den Jahren 1945 bis 1947 befand Wedepohl sich in Kriegsgefangenschaft.
Nach dem Zweiten Weltkrieg lehrte Wedepohl von 1951 bis 1960 als Professor an der Hochschule für Bildende Kunst und arbeitete als Architekt in Berlin-Schlachtensee. Von 1949 bis 1952 war er Vorsitzender des unter seiner Mitwirkung wiederbegründeten Bundes Deutscher Architekten in Berlin, dessen Ehrenmitgliedschaft ihm später verliehen wurde.  Seit 1957 saß Wedepohl im Beirat der für das Reichstagsgebäude in Berlin verantwortlichen Bundesbauverwaltung, der in allen architektonischen Fragen beratend tätig war.
Edgar Wedepohl starb 1983 im Alter von 88 Jahren in Berlin. Sein Grabmal befindet sich auf dem Waldfriedhof Zehlendorf.

## Werk
Das architektonische Werk Wedepohls, der „Selbstüberschätzung“ und „Größenwahn“ als typische Berufskrankheiten seines Standes charakterisierte, konzentriert sich vor allem auf den Raum Berlin und Umgebung.
1948 übernahm Wedepohl zusammen mit Hans Gerber die Planung und Überwachung der Umbauten des Schlosses Babelsberg, in dem die Richterschule des Landes Brandenburg untergebracht wurde.

### Schriften
- Die Weissenhof-Siedlung der Werkbund-Ausstellung 'Die Wohnung', Stuttgart 1927. In: Wasmuths Monatshefte für Baukunst, 11 (Oktober 1927), S. 391–402.
- Märchen vom Himmelsschlüssel. Auer, Bonn 1951.
- Grundrißauslese für den Wohnungsbau. Zweispänner. Bericht über die Ergebnisse eines Forschungsauftrags. 1954.
- Zum Aufbau des Reichstagsgebäudes. In: Bauwelt, Heft 29 (1959), S. 869.
- Bindung und Freiheit der Künste. 1961.
- Deutscher Städtebau nach 1945. 1961.
- Eumetria. Das Glück der Proportionen. Maßgrund und Grundmaß in der Baugeschichte. Beiträge zur musischen Geometrie. 1967.